# Tombe Campana
Pour les articles homonymes, voir Campana (homonymie).

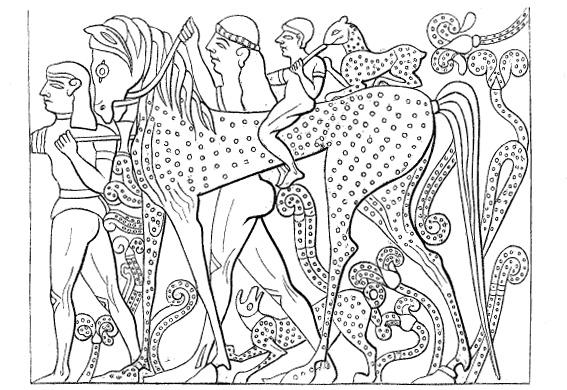
Frise, illustration tirée du livre de George Dennis, chapitre II : Véies - le cimetière).

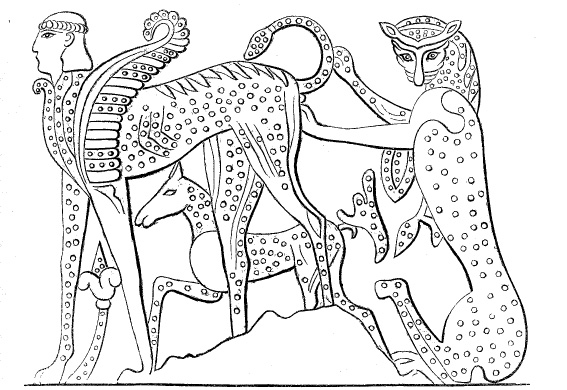
Frise, illustration tirée du livre de George Dennis, chapitre II : Véies - le cimetière).

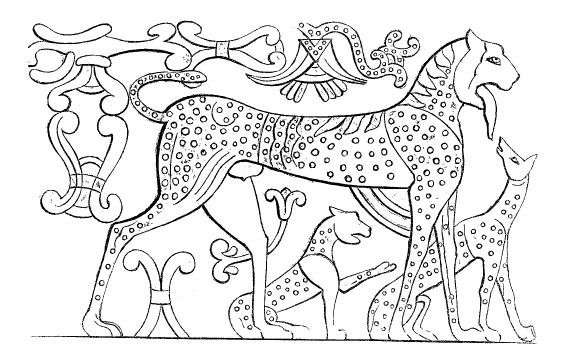
Frise, illustration tirée du livre de George Dennis, chapitre II : Véies - le cimetière).

La tombe Campana (en italien : Tomba Campana) est une tombe étrusque de la période orientalisante
située dans la localité de Riserva del Bagno près de l'antique ville de Véies dans la province de Rome (Latium).

## Description
La tombe Campana est une tombe  à hypogée peinte à fresque qui a été découverte vers le milieu du XIXe siècle par Augusto Campana dans la nécropole de Monte Michele. Il s'agit d'un tumulus à l'intérieur duquel ont été réalisées, sur un même axe, deux chambres ; deux autres pièces donnaient directement sur un long dromos, taillé dans la roche, à ciel ouvert.
Deux lions en pierre, gardant le tombeau, étaient installés aussi bien à l'entrée du dromos qu'à celle de la première chambre funéraire.
La première chambre de la tombe, avec un toit simulé à double pente, présente deux banquettes en pierre sur lesquelles étaient déposées les corps d'une femme et d'un homme dont le casque en bronze semble avoir été perforé par un coup de lance.
La paroi du fond, avec une porte centrale donnant accès à la deuxième chambre, était peinte de couleurs vives (malheureusement disparues) appliquées directement sur la roche.
La seconde chambre comporte une banquette basse sur laquelle étaient déposées trois urnes cinéraires en terre cuite  à canopes (avec des petites têtes modelées sur le couvercle). La paroi du fond était peinte d'un motif stylisé représentant des boucliers pendus au mur.

## Les fresques
La Tombe Campana était peinte à fresque et l'ensemble du décor est perdu. Son ensemble décoratif d'inspiration orientalisante était considéré comme étant le plus important cycle pictural de l'époque. 
La tombe était couverte d'un décor peint imitant les tentures orientales. 
La paroi du fond de la première chambre la porte centrale menant à la seconde chambre était encadrée par un motif géométrique à base de triangles peints de couleurs vives appliquées directement sur la roche.
Sur les côtés de la porte, les parois sont divisées en trois bandes telles des tapisseries : Les supérieures peintes de fleurs de lotus, les inférieures avec des animaux royaux et fantastiques, les centrales avec des personnages à cheval (chevaux ayant un corps allongé suivant l'esthétique étrusque)  précédés et suivis par des hommes et des animaux (félins, sphinx et cerf).
La paroi du fond de la seconde chambre contenait des figures stylisées représentant des boucliers pendus au mur.

## Pièces archéologiques
La tombe contenait des pièces archéologiques permettant une datation aux environs du VIe siècle av. J.-C.
Elle est renommée par le faux trousseau  funéraire, des  pièces originales disposées artificiellement (falso composto) par le découvreur, le marquis Campana, faisant penser à une sépulture inviolée afin d'augmenter la valeur de la découverte qui fut annoncée en 1842. 
Les parties encore en place sont constituées par des sculptures représentant partiellement le corps de félins gardant l'entrée du tombeau.